# Чупрово (Торжокский район)
Чупрово — деревня в Торжокском районе Тверской области. Входит в состав Яконовского сельского поселения.

## География
Деревня находится на берегу реки Гашлинка, на расстоянии 25 км к северо-западу от города Торжок, административного центра района.

### Часовой пояс
Деревня Чупрово, как и вся Тверская область, находится в часовой зоне МСК (московское время). Смещение применяемого времени относительно UTC составляет +3:00.

## Население
| 2010 |
| ---- |
| 8    |

## Известные уроженцы
- Абрамов, Николай Александрович (1924—1976) — советский военнослужащий, сержант, Герой Советского Союза.